# ユベール・スダーン
ユベール・スダーン（Hubert Soudant、1946年3月16日 - ）は、オランダ・マーストリヒト出身の指揮者。

## 経歴
1946年、オランダのマーストリヒト生まれ。当初はホルン奏者として学んでいたが指揮者に転向。ブザンソン国際指揮者コンクールにて優勝、カラヤン国際指揮者コンクールにて第2位、グィード・カンテルリ国際コンクールにて優勝をおさめている。
- 1994年　ザルツブルク・モーツァルテウム管弦楽団の音楽監督に就任。
- 2004年　同団　音楽監督を退任、首席客演指揮者に就任。
- 2004年　東京交響楽団の第2代音楽監督に就任し、2014年8月まで務めた。

## レパートリー
モーツァルトからマーラーまで幅広い時代のドイツ・オーストリアの音楽を得意としている。
これまでボローニャ，フィレンツェ，川崎，東京で、プッチーニやヴェルディのオペラを指揮して好評を博した。